# Grande Prêmio da Espanha de 2017
O Grande Prêmio da Espanha de 2017 (formalmente denominado Formula 1 Gran Premio de Espanã Pirelli 2017) foi a quinta etapa da temporada de 2017 da Fórmula 1. Disputada em 14 de maio de 2017 no Circuito da Catalunha, Montmeló, Espanha, foi vencida pelo inglês Lewis Hamilton. Completam o pódio o alemão Sebastian Vettel e o australiano Daniel Ricciardo.

## Relatório

### Treino Classificatório
Q1
Sebastian Vettel acabara de ter seu motor trocado, entre o último treino livre e classificatório, e ainda agradecia quando seu engenheiro o mandou encostar na pista. Após o susto e algumas mudanças nos comandos do carro, tudo voltou a funcionar e o alemão anotou 1m20s939. Apesar de não ser um tempo de pole, foi suficiente para o alemão acançar ao Q2. Lewis Hamilton, no entanto, foi para pista logo em seguida e botou ordem na casa com 1m20s511, terminando o Q1 no topo. Felipe Massa cehgou a ficar na zona limite para ir ao Q2, no 15º lugar, no minuto final do Q1, chegou a ser ultrapassado por Ericsson, mas melhorou levemente o seu tempo e pulou para a 14ª posição. O único incente foi protagonizado por Grosjean, que rodou nos momentos iniciais do Q1, mas não teve problemas para vançar à etapa seguinte. Destaque para o contraste entre os dois pilotos da STR. Enquanto Sainz foi o nono, Kvyat terminou o Q1 em último. 
Eliminados: Marcus Ericsson (Sauber), Jolyon Palmer (Renault), Stoffel Vandoorne (McLaren), Lance Stroll (Williams) e Daniil Kvyat (Toro Rosso). 
Q2
Bottas e Hamilton deixaram os boxes assim que a bandeira verde foi dada. Ao completar suas voltas rápidas, os pilotos ficaram separados por 0s090. Mas não demorou muito para que Sebastian Vettel se intrometesse entre a dupla, à frente de Bottas por apenas 0s005.O destaque do Q2 foi Fernando Alonso que, diante do seu público e com uma verdadeira carroça, conseguiu avançar ao Q3 pela primeira vez no ano, fazendo a torcida e o box da McLaren vibrarem de emoção. Grosjean mais uma vez não conseguiu contornar a última chicane e ficou fora do Q3. 
Eliminados: Kevin Magnussen (Haas), Carlos Sainz Jr. (Toro Rosso), Nico Hulkenberg (Renault), Romain Grosjean (Haas) e Pascal Wehrlein (Sauber).
Q3
A Mercedes deve ter ligado o tal "botão mágico de potência" para o treino classificatório, porque na primeira saída para o Q3 Hamilton massacrou o recorde de pole, anotado por Mark Webber em 2010, e fez 1m19s149. Sebatian Vettel ainda conseguiu reagir e pular para o segundo lugar a 0s051 de Lewis, mas o britânico estava imbatível neste sábado. Bottas ficou com o terceiro posto a 0s124 do companheiro, com Kimi a 0s290 do melhor tempo.

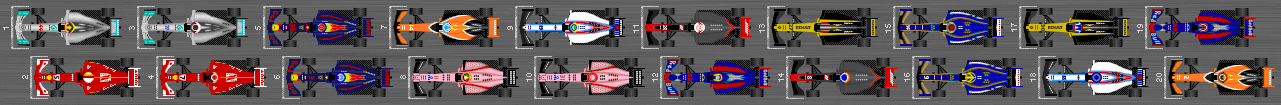
Grid de Largada

### Corrida
Vettel largou muito bem, colocou por dentro e superou Hamilton logo na primeira curva, assumindo a ponta. Bottas, Verstappen e Räikkönen tentaram dividir o resto de pista, mas faltou espaço. Ferrari e Mercedes se tocaram. Pior para Räikkönen, que perdeu o controle e bateu em Verstappen. Com a suspensão quebrada, o Homem de Gelo precisou abandonar a corrida. Verstappen voltou para os boxes se arrastando, mas também precisou deixar a prova com problemas no carro. Bottas seguiu na pista em terceiro lugar.
Felipe Massa largou bem, chegou a ser sexto, mas se chocou com a McLaren de Fernando Alonso. O espanhol saiu da pista e o brasileiro acabou com um pneu furado e se viu obrigado a ir para os boxes. Depois da troca de pneus, Massa voltou em último e muito atrás dos adversários. Alonso seguiu na pista, mas caiu para o 14º lugar.
Magnussen e Sainz começaram a se estranhar logo após a largada, mas a situação esquentou ainda mais quando os dois foram para os boxes juntos. Ainda no pitlane, Sainz saiu primeiro, mas Magnussen jogou o carro à frente. O espanhol da STR tentou colocar de lado, mas acabou na grama. Apesar das reclamações de ambos os lados, os comissários de prova decidiram não intervir.
Depois de parar nos boxes pela primeira vez, Sebastian Vettel retornou atrás de Valtteri Bottas. O alemão perdeu um bom tempo atrás do finlandês da Mercedes tentando a ultrapassagem. Mas depois de tanto insistir, conseguiu chegar na reta principal colado na traseira do rival, e em uma manobra espetacular colocou de lado para superar Bottas. 
Vandoorne fez besteira ao se chocar com Massa, e ficou muito desapontado por quebrar a suspensão do carro e ter de abandonar a prova. Para piorar, ele ainda terminou punido pela direção de prova e vai perder três posições no grid no GP de Mônaco.
Depois do incidente entre Vandoorne e Massa, o safety car virtual foi acionado para a retirada da McLaren da caixa de brita. Com isso, Lewis Hamilton foi para os boxes e voltou de pneus macios. Vettel aproveitou para também fazer nova troca e voltou de médios, fazendo a ordem inversa do britânico. Os dois se encontraram na saída do pitlane e a disputa pela ponta pegou fogo, com um leve toque entre os dois carros, mas com Vettel levando a melhor e segurando a primeira colocação.
O motor da Mercedes de Valtteri Bottas, o terceiro no momento, não aguentou o ritmo de prova e deixou o finlandês na mão, causando um princípio de incêndio. Os fiscais correram para controlar o fogo e o piloto saiu do carro sem ferimentos.
Mais rápido em função dos pneus mais macios, não demorou muito para que Lewis Hamilton superasse Vettel. A partir daí, fez mágica para poupar os pneus e levar o carro até ao fim. De quebra, ainda anotou a volta mais rápida com os compostos macios após quase 30 voltas.
Ao ser ultrapassado por Hamilton, Vettel não se desesperou por acreditar que o britânico seria obrigado a fazer nova parada. Contudo, foi surpreendido pela capacidade do rival de fazer os pneus durarem até o fim. O piloto da Ferrari tentou acelerar para brigar pelo primeiro lugar. Mas para piorar a situação do alemão, ele teve de enfrentar uma fila de retardatários que acabaram com a chance de alcançar o piloto da Mercedes.
Destaque da Corrida
Um garotinho torcedor da Ferrari chamado Thomas é visto na transmissão da corrida aos prantos após Kimi Räikkönen abandonar a corrida, mas é levado para conhecer o ídolo, ganhou presente. É a primeira vez em que Thomas foi pego pelas câmeras da transmissão e conhecido pelo mundo, foi em um mau momento, quando Kimi Räikkönen acabava de abandonar a prova após se enroscar com Max Verstappen. A sua "estreia" em um GP de F1 não começava bem. Choro para Thomas e para sua mãe. Mas, calma. A vida de Thomas começaria a mudar com a espetacular ultrapassagem de Sebastian Vettel sobre Valtteri Bottas, pouco depois. À essa altura, o choro já dava lugar ao sorrisão por ver um dos carros da escuderia ocupando a primeira colocação. Só que a apoteose de Thomas ainda estava por vir. Localizada por um funcionário da Ferrari, a família do norte francês ganhou um passe para rodar pelo paddock até o fim do dia e foi convidade a ir no motorhome da escuderia. Tá bom, né, Thomas. Agora já dá para ir para casa feliz, né? Que nada, a Ferrari tinha mais uma surpresa para o garotinho: conhecer um dos seus ídolos em pessoa e o garotinho ainda levou um boné autografado do Homem de Gelo. Como esquecer um dia como este?!
Pela quinta corrida seguida a Force India coloca seus dois pilotos entre os dez primeiros. Dessa vez, no entanto, foi ainda melhor. A dupla não só terminou entre os dez melhores, mas no top 5, com Sergio Pérez em quarto e Esteban Ocon em quinto.
Pascal Wehrlein, que sequer competiu nas duas primeiras corridas do ano, conseguiu mais um ótimo resultado. Com a Sauber equipada com motor Ferrari de 2016, o alemão terminou a corrida em sétimo, mas levou uma punição de cinco segundos por não ter se mantido à direita do cone de entrada do pit lane, com isso caiu para oitavo. O seu companheiro mais experiente, Marcus Ericsson, terminou em 11º.

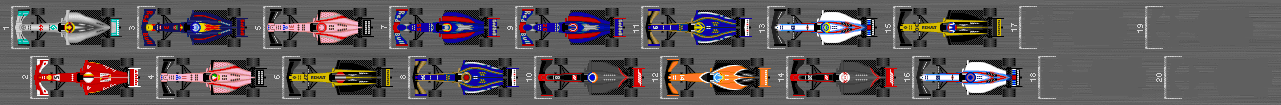
Resultado da corrida

## Pneus
| Nome do composto | Cor | Banda de rolamento | Condições de condução | Dry Type* | Aderência       | Longevidade  |
| ---------------- | --- | ------------------ | --------------------- | --------- | --------------- | ------------ |
| Macio            |     | Slick (P Zero™)    | Seco                  | Soft      | Médio           | Médio        |
| Médio            |     | Slick (P Zero™)    | Seco                  | Medium    | Médio           | Médio        |
| Duro             |     | Slick (P Zero™)    | Seco                  | Hard      | Menos aderência | Mais durável |

## Resultados

### Treino Classificatório
| Pos.                     | Nº | Piloto            | Construtor           | Q1       | Q2       | Q3       | Grid |
| ------------------------ | -- | ----------------- | -------------------- | -------- | -------- | -------- | ---- |
| 1                        | 44 | Lewis Hamilton    | Mercedes             | 1:20.511 | 1:20.210 | 1:19.149 | 1    |
| 2                        | 5  | Sebastian Vettel  | Ferrari              | 1:20.939 | 1:20.295 | 1:19.200 | 2    |
| 3                        | 77 | Valtteri Bottas   | Mercedes             | 1:20.991 | 1:20.300 | 1:19.373 | 3    |
| 4                        | 7  | Kimi Räikkönen    | Ferrari              | 1:20.742 | 1:20.621 | 1:19.439 | 4    |
| 5                        | 33 | Max Verstappen    | Red Bull-TAG Heuer   | 1:21.430 | 1:20.722 | 1:19.706 | 5    |
| 6                        | 3  | Daniel Ricciardo  | Red Bull-TAG Heuer   | 1:21.704 | 1:20.855 | 1:20.175 | 6    |
| 7                        | 14 | Fernando Alonso   | McLaren-Honda        | 1:22.015 | 1:21.251 | 1:21.048 | 7    |
| 8                        | 11 | Sergio Pérez      | Force India-Mercedes | 1:21.998 | 1:21.239 | 1:21.070 | 8    |
| 9                        | 19 | Felipe Massa      | Williams-Mercedes    | 1:22.138 | 1:21.222 | 1:21.232 | 9    |
| 10                       | 31 | Esteban Ocon      | Force India-Mercedes | 1:21.901 | 1:21.148 | 1:21.272 | 10   |
| 11                       | 20 | Kevin Magnussen   | Haas-Ferrari         | 1:21.945 | 1:21.329 | —        | 11   |
| 12                       | 55 | Carlos Sainz Jr.  | Toro Rosso           | 1:21.941 | 1:21.371 | —        | 12   |
| 13                       | 27 | Nico Hülkenberg   | Renault              | 1:22.091 | 1:21.397 | —        | 13   |
| 14                       | 8  | Romain Grosjean   | Haas-Ferrari         | 1:21.822 | 1:21.517 | —        | 14   |
| 15                       | 94 | Pascal Wehrlein   | Sauber-Ferrari       | 1:22.327 | 1:21.803 | —        | 15   |
| 16                       | 9  | Marcus Ericsson   | Sauber-Ferrari       | 1:22.332 | —        | —        | 16   |
| 17                       | 30 | Jolyon Palmer     | Renault              | 1:22.401 | —        | —        | 17   |
| 18                       | 18 | Lance Stroll      | Williams-Mercedes    | 1:22.411 | —        | —        | 18   |
| 19                       | 2  | Stoffel Vandoorne | McLaren-Honda        | 1:22.532 | —        | —        | 20 1 |
| 20                       | 26 | Daniil Kvyat      | Toro Rosso           | 1:22.746 | —        | —        | 19   |
| Tempo dos 107%: 1:26.660 |    |                   |                      |          |          |          |      |
| Fonte:                   |    |                   |                      |          |          |          |      |

Notas
↑1  - Stoffel Vandoorne (McLaren) perdeu 10 posições por ter usado componentes adicionais na unidade de potência.

### Corrida
| Pos.   | Nu. | Piloto            | Construtor           | Voltas | Tempo/Retirado    | Grid | Pontos |
| ------ | --- | ----------------- | -------------------- | ------ | ----------------- | ---- | ------ |
| 1      | 44  | Lewis Hamilton    | Mercedes             | 66     | 1:35:56.497       | 1    | 25     |
| 2      | 5   | Sebastian Vettel  | Ferrari              | 66     | +3.490            | 2    | 18     |
| 3      | 3   | Daniel Ricciardo  | Red Bull-TAG Heuer   | 66     | +1:15.820         | 6    | 15     |
| 4      | 11  | Sergio Pérez      | Force India-Mercedes | 65     | +1 Volta          | 8    | 12     |
| 5      | 31  | Esteban Ocon      | Force India-Mercedes | 65     | +1 Volta          | 10   | 10     |
| 6      | 27  | Nico Hülkenberg   | Renault              | 65     | +1 Volta          | 13   | 8      |
| 7      | 55  | Carlos Sainz Jr.  | Toro Rosso           | 65     | +1 Volta          | 12   | 6      |
| 8      | 94  | Pascal Wehrlein   | Sauber-Ferrari       | 65     | +1 Volta          | 15   | 4      |
| 9      | 26  | Daniil Kvyat      | Toro Rosso           | 65     | +1 Volta          | 19   | 2      |
| 10     | 8   | Romain Grosjean   | Haas-Ferrari         | 65     | +1 Volta          | 14   | 1      |
| 11     | 9   | Marcus Ericsson   | Sauber-Ferrari       | 64     | +2 Voltas         | 16   |        |
| 12     | 14  | Fernando Alonso   | McLaren-Honda        | 64     | +2 Voltas         | 7    |        |
| 13     | 19  | Felipe Massa      | Williams-Mercedes    | 64     | +2 Voltas         | 9    |        |
| 14     | 20  | Kevin Magnussen   | Haas-Ferrari         | 64     | +2 Voltas         | 11   |        |
| 15     | 30  | Jolyon Palmer     | Renault              | 64     | +2 Voltas         | 17   |        |
| 16     | 18  | Lance Stroll      | Williams-Mercedes    | 64     | +2 Voltas         | 18   |        |
| Ret    | 77  | Valtteri Bottas   | Mercedes             | 38     | Unid. de potência | 3    |        |
| Ret    | 2   | Stoffel Vandoorne | McLaren-Honda        | 32     | Colisão           | 20   |        |
| Ret    | 33  | Max Verstappen    | Red Bull-TAG Heuer   | 1      | Colisão           | 5    |        |
| Ret    | 7   | Kimi Räikkönen    | Ferrari              | 0      | Colisão           | 4    |        |
| Fonte: |     |                   |                      |        |                   |      |        |

## Voltas na Liderança
- Commons

| Nº de Voltas | Piloto           | Voltas            |
| ------------ | ---------------- | ----------------- |
| 32           | Sebastian Vettel | (1-13) - (25-43)  |
| 31           | Lewis Hamilton   | (14-21) - (44-66) |
| 3            | Valtteri Bottas  | (22-24)           |

## 2017DHLFastest Pit Stop Award

### Resultado
| 1      | 44 | Lewis Hamilton   | Mercedes             | 2.39 | 25 |
| 2      | 3  | Daniel Ricciardo | Red Bull-TAG Heuer   | 2.45 | 18 |
| 3      | 77 | Valtteri Bottas  | Mercedes             | 2.57 | 15 |
| 4      | 55 | Carlos Sainz Jr. | Toro Rosso           | 2.61 | 12 |
| 5      | 18 | Lance Stroll     | Williams-Mercedes    | 2.66 | 10 |
| 6      | 26 | Daniil Kvyat     | Toro Rosso           | 2.67 | 8  |
| 7      | 5  | Sebastian Vettel | Ferrari              | 2.78 | 6  |
| 8      | 8  | Romain Grosjean  | Haas-Ferrari         | 2.79 | 4  |
| 9      | 19 | Felipe Massa     | Williams-Mercedes    | 2.87 | 2  |
| 10     | 31 | Esteban Ocon     | Force India-Mercedes | 3.01 | 1  |
| Fonte: |    |                  |                      |      |    |

### Classificação
| Tabela do DHL Fastest Pit Stop Award \| Pos \| Construtor \| Pontos \| Var \| \| --- \| -------------------- \| ------ \| --- \| \| 1 \| Williams-Mercedes \| 133 \| 0 \| \| 2 \| Red Bull-TAG Heuer \| 95 \| 0 \| \| 3 \| Mercedes \| 95 \| 0 \| \| 4 \| Toro Rosso \| 63 \| 1 \| \| 5 \| Force India-Mercedes \| 53 \| 1 \| \| 6 \| Ferrari \| 48 \| 0 \| \| 7 \| Haas-Ferrari \| 10 \| 1 \| \| 8 \| McLaren-Honda \| 8 \| 1 \| \| 9 \| Sauber-Ferrari \| 0 \| 0 \| \| 10 \| Renault \| 0 \| 0 \| |                      |        |     |
| Pos | Construtor           | Pontos | Var |
| 1 | Williams-Mercedes    | 133    | 0   |
| 2 | Red Bull-TAG Heuer   | 95     | 0   |
| 3 | Mercedes             | 95     | 0   |
| 4 | Toro Rosso           | 63     | 1   |
| 5 | Force India-Mercedes | 53     | 1   |
| 6 | Ferrari              | 48     | 0   |
| 7 | Haas-Ferrari         | 10     | 1   |
| 8 | McLaren-Honda        | 8      | 1   |
| 9 | Sauber-Ferrari       | 0      | 0   |
| 10 | Renault              | 0      | 0   |

## Tabela do campeonato após a corrida
Somente as cinco primeiras posições estão incluídas nas tabelas.
| Pos | Piloto           | Pontos | Var |
| --- | ---------------- | ------ | --- |
| 1   | Sebastian Vettel | 104    | 0   |
| 2   | Lewis Hamilton   | 98     | 0   |
| 3   | Valtteri Bottas  | 63     | 0   |
| 4   | Kimi Räikkönen   | 49     | 0   |
| 5   | Daniel Ricciardo | 37     | 2   |

| Pos | Construtor           | Pontos | Var |
| --- | -------------------- | ------ | --- |
| 1   | Mercedes             | 161    | 0   |
| 2   | Ferrari              | 153    | 0   |
| 3   | Red Bull-TAG Heuer   | 72     | 0   |
| 4   | Force India-Mercedes | 53     | 0   |
| 5   | Toro Rosso           | 21     | 1   |